# Leptynia caprai
Leptynia caprai är en insektsart som beskrevs av Scali 1996. Leptynia caprai ingår i släktet Leptynia och familjen Diapheromeridae. Inga underarter finns listade i Catalogue of Life.